# بي قوز
بي قوز هي قرية في مقاطعة أرومية، إيران. يقدر عدد سكانها بـ 60 نسمة بحسب إحصاء 2016.